# Forsså bruk
Forsså bruk var ett svenskt bruk, beläget vid Näsvikens järnvägsstation i Forsa socken, nuvarande Hudiksvalls kommun.
Vid Forsså bruk bedrevs fram till 1868 huvudsakligen tegeltillverkning. Nämnda år anlade konsul E. Rasch där ett av Sveriges första träsliperier, och 1870 uppfördes en pappfabrik för massans förädling. 1911 ombildades bruket till Forsså bruks AB.